# إليوت (مين)
إليوت (بالإنجليزية: Eliot, Maine)‏ هي بلدة نيو إنجلاند تقع في الولايات المتحدة في York County. يقدر عدد سكانها بـ 6,204 نسمة ومساحتها 55.22 كم2 وترتفع عن سطح البحر 6 متر.

## التركيبة السكانية
قام مكتب تعداد الولايات المتحدة بتحديد بيانات التركيبة السكانية لإليوت في تعداد الولايات المتحدة. في ما يلي، التركيبة السكانية حسب تعدادي 2000 و2010.

### تعداد عام 2000
بلغ عدد سكان إليدا 1,917 نسمة بحسب تعداد عام 2000، وبلغ عدد الأسر 698 أسرة وعدد العائلات 552 عائلة مقيمة في القرية. في حين سجلت الكثافة السكانية 1,852.1 نسمة لكل ميل مربع (715.1/كم2). وبلغ عدد الوحدات السكنية 717 وحدة بمتوسط كثافة قدره 692.7 نسمة لكل ميل مربع (267.5/كم2).
وتوزع التركيب العرقي للقرية بنسبة 95.72% من البيض و 0.57% من الأمريكيين ذوي الأصول الآسيوية و 0.05% من سكان جزر المحيط الهادئ و 1.93% من الأمريكيين الأفارقة و 0.99% من عرقين مختلطين أو أكثر.
بلغ عدد الأسر 698 أسرة كانت نسبة 41.4% منها لديها أطفال تحت سن الثامنة عشر تعيش معهم، وبلغت نسبة الأزواج القاطنين مع بعضهم البعض 67.6% من أصل المجموع الكلي للأسر، ونسبة 9.5% من الأسر كان لديها معيلات من الإناث دون وجود شريك، وكانت نسبة 20.8% من غير العائلات. تألفت نسبة 18.5% من أصل جميع الأسر من أفراد ونسبة 8.0% كانوا يعيش معهم شخص وحيد يبلغ من العمر 65 عاماً فما فوق. وبلغ متوسط حجم الأسرة المعيشية 3.15، أما متوسط حجم العائلات فبلغ 2.75.
بلغ العمر الوسطي للسكان 37 عاماً. وكانت نسبة 30.2% من القاطنين تحت سن الثامنة عشر، وكانت نسبة 6.6% بين الثامنة عشر والأربعة وعشرون عاماً، ونسبة 28.6% كانت واقعةً في الفئة العمرية ما بين الخامسة والعشرون حتى والأربعة وأربعون عاماً، ونسبة 23.7% كانت ما بين الخامسة والأربعون حتى الرابعة والستون، ونسبة 11.0% كانت ضمن فئة الخامسة والستون عاماً فما فوق. يوجد لكل 100 أنثى 95.6 ذكر، ويوجد لكل 100 أنثى في الثامنة عشر من عمرها فما فوق 90.2 ذكر.
بلغ متوسط دخل الأسرة في القرية 49,293 دولار، أما متوسط دخل العائلة فبلغ 58,750 دولار. وكان متوسط دخل الذكور 41,895 دولار مقابل 26,635 دولار للإناث. وسجل دخل الفرد الخاص بالقرية 20,573 دولار. وكانت نسبة 3.1% من العائلات ونسبة 3.1% من السكان تحت خط الفقر، وكان من هؤلاء نسبة 3.4% تحت سن الثامنة عشر ونسبة 2.4% في الخامسة والستين من العمر وما فوق.

### تعداد عام 2010
بلغ عدد سكان إليوت 6,204 نسمة بحسب تعداد عام 2010، وبلغ عدد الأسر 2,509 أسرة وعدد العائلات 1,783 عائلة مقيمة في البلدة. في حين سجلت الكثافة السكانية 313.7 نسمة لكل ميل مربع (121.1/كم2). وبلغ عدد الوحدات السكنية 2,669 وحدة بمتوسط كثافة قدره 134.9 لكل ميل مربع (52.1/كم2).
وتوزع التركيب العرقي للبلدة بنسبة 96.8% من البيض و 0.1% من الأمريكيين الأصليين و 0.5% من الأمريكيين ذوي الأصول الآسيوية و 0.7% من الأمريكيين الأفارقة و 1.5% من عرقين مختلطين أو أكثر.
بلغ عدد الأسر 2,509 أسرة كانت نسبة 31.7% منها لديها أطفال تحت سن الثامنة عشر تعيش معهم، وبلغت نسبة الأزواج القاطنين مع بعضهم البعض 59.0% من أصل المجموع الكلي للأسر، ونسبة 8.3% من الأسر كان لديها معيلات من الإناث دون وجود شريك، بينما كانت نسبة 3.7% من الأسر لديها معيلون من الذكور دون وجود شريكة وكانت نسبة 28.9% من غير العائلات. تألفت نسبة 23.4% من أصل جميع الأسر من أفراد ونسبة 10.1% كانوا يعيش معهم شخص وحيد يبلغ من العمر 65 عاماً فما فوق. وبلغ متوسط حجم الأسرة المعيشية 2.89، أما متوسط حجم العائلات فبلغ 2.47.
بلغ العمر الوسطي للسكان 45.4 عاماً. وكانت نسبة 22.1% من القاطنين تحت سن الثامنة عشر، وكانت نسبة 5.9% بين الثامنة عشر والأربعة وعشرون عاماً، ونسبة 21.3% كانت واقعةً في الفئة العمرية ما بين الخامسة والعشرون حتى والأربعة وأربعون عاماً، ونسبة 36.1% كانت ما بين الخامسة والأربعون حتى الرابعة والستون، ونسبة 14.6% كانت ضمن فئة الخامسة والستون عاماً فما فوق. وتوزع التركيب الجنسي للسكان بنسبة 48.8% ذكور و51.2% إناث.